# Biatló als Jocs Olímpics d'hivern de 2010 - Relleus per equips masculins
Als Jocs Olímpics d'Hivern de 2010 celebrats a la ciutat de Vancouver (Canadà) es disputà una prova de biatló en categoria masculina en el format de relleus 4x7,5 quilòmetres que, unida a la resta de proves, configurà el programa oficial dels Jocs.
La prova es disputà el dia 26 de febrer de 2010 a les instal·lacions esportives de Whistler Olympic Park. Hi participaren un total de 76 biatletes de 19 comitès nacionals diferents.

## Resum de medalles
| Or                                                                               | Argent                                                                          | Bronze                                                                   |
| NoruegaHalvard Hanevold · Tarjei Bø · Emil Hegle Svendsen · Ole Einar Bjørndalen | ÀustriaSimon Eder · Daniel Mesotitsch · Dominik Landertinger · Christoph Sumann | RússiaIvan Tcherezov · Anton Shipulin · Maxim Tchoudov · Evgeny Ustyugov |

## Resultats
| Pos. | Dorsal | CON                                                                                  | Temps                                     | Penalitacions (P+S)                      | Dif.     |
| ---- | ------ | ------------------------------------------------------------------------------------ | ----------------------------------------- | ---------------------------------------- | -------- |
| 1    | 1      | NoruegaHalvard Hanevold · Tarjei Bø · Emil Hegle Svendsen · Ole Einar Bjørndalen     | 1:21:38.1 20:15.6 20:26.8 20:31.3 20:24.4 | 0+5 0+2 0+1 0+0 0+1 0+1 0+2 0+0          | 0.0      |
| 2    | 2      | ÀustriaSimon Eder · Daniel Mesotitsch · Dominik Landertinger · Christoph Sumann      | 1:22:16.7 20:10.0 20:38.0 20:25.9 21:02.8 | 1+6 0+2 0+0 0+1 0+2 0+1 0+1 0+0 1+3 0+0  | +38.6    |
| 3    | 3      | RússiaIvan Tcherezov · Anton Shipulin · Maxim Tchoudov · Evgeny Ustyugov             | 1:22:16.9 20:07.5 21:05.0 20:23.2 20:41.2 | 0+0 0+4 0+0 0+1 0+0 0+0 0+0 0+0 0+0 0+3  | +38.8    |
| 4    | 7      | SuèciaFredrik Lindström · Carl Johan Bergman · Mattias Nilsson · Björn Ferry         | 1:23:02.0 20:11.3 20:37.9 21:32.0 20:40.8 | 0+3 1+7 0+1 0+0 0+1 0+3 0+0 1+3 0+1 0+1  | +1:23.9  |
| 5    | 5      | AlemanyaSimon Schempp · Andreas Birnbacher · Arnd Peiffer · Michael Greis            | 1:23:16.0 20:10.4 21:53.7 20:56.9 20:15.0 | 0+0 2+7 0+0 0+1 0+0 2+3 0+0 0+3 0+0 0+0  | +1:37.9  |
| 6    | 4      | FrançaVincent Jay · Vincent Defrasne · Simon Fourcade · Martin Fourcade              | 1:23:16.2 20:13.7 21:25.6 21:08.2 20:28.7 | 0+3 1+6 0+2 0+1 0+1 1+3 0+0 0+0 0+0 0+2  | +1:38.1  |
| 7    | 14     | TxèquiaJaroslav Soukup · Zdeněk Vítek · Roman Dostál · Michal Šlesingr               | 1:23:55.2 20:13.5 20:36.8 21:45.7 21:19.2 | 0+3 0+6 0+0 0+1 0+1 0+1 0+2 0+2 0+0 0+2  | +2:17.1  |
| 8    | 9      | UcraïnaOlexander Bilanenko · Andriy Deryzemlya · Vyacheslav Derkach · Serguei Sednev | 1:24:25.1 20:38.7 20:44.3 21:47.3 21:14.8 | 0+1 0+3 0+0 0+1 0+1 0+1 0+0 0+0 0+0 0+1  | +2:47.0  |
| 9    | 6      | SuïssaThomas Frei · Matthias Simmen · Benjamin Weger · Simon Hallenbarter            | 1:24:36.8 20:47.6 21:17.1 21:26.1 21:06.0 | 0+2 0+7 0+0 0+1 0+2 0+3 0+0 0+2 0+0 0+1  | +2:58.7  |
| 10   | 18     | CanadàRobin Clegg · Marc-André Bédard · Brendan Green · Jean-Philippe Leguellec      | 1:24:50.7 20:16.4 21:11.6 22:12.0 21:10.7 | 0+3 0+4 0+0 0+1 0+1 0+1 0+2 0+1 0+0 0+1  | +3:12.6  |
| 11   | 8      | BelarúsEvgeny Abramenko · Alexandr Syman · Rustam Valiullin · Sergey Novikov         | 1:25:47.4 21:59.3 21:05.0 21:36.4 21:06.7 | 0+3 1+5 0+1 0+1 0+0 1+3 0+1 0+0          | +4:09.3  |
| 12   | 17     | ItàliaChristian de Lorenzi · Markus Windisch · Lukas Hofer · Mattia Cola             | 1:26:27.5 20:16.7 21:39.6 21:44.1 22:47.1 | 0+3 1+8 0+1 0+2 0+0 1+3 0+0 0+2 0+2 0+1  | +4:49.4  |
| 13   | 10     | Estats UnitsLowell Bailey · Jay Hakkinen · Tim Burke · Jeremy Teela                  | 1:27:58.3 20:51.8 21:47.0 22:01.7 23:17.8 | 0+2 4+10 0+0 0+1 0+0 1+3 0+0 2+3 0+2 1+3 | +6:20.2  |
| 14   | 12     | EstòniaPriit Viks · Kauri Koiv · Indrek Tobreluts · Roland Lessing                   | 1:28:16.5 21:07.1 22:39.6 21:54.3 22:35.5 | 3+7 0+3 0+0 0+3 1+3 0+0 0+1 0+0 2+3 0+0  | +6:38.4  |
| 15   | 19     | EslovàquiaMiroslav Matiasko · Marek Matiasko · Dusan Simocko · Pavol Hurajt          | 1:28:54.1 21:18.3 22:09.6 23:56.3 21:29.9 | 1+4 1+8 0+0 0+1 0+0 0+2 1+3 1+3 0+1 0+2  | +7:16.0  |
| 16   | 15     | BulgàriaMichail Kletcherov · Vladimir Iliev · Miroslav Kenanov · Krasimir Anev       | 1:29:39.7 20:48.4 22:36.4 23:28.9 22:46.0 | 0+3 0+6 0+1 0+1 0+2 0+1 0+0 0+1 0+0 0+3  | +8:01.6  |
| 17   | 13     | EslovèniaPeter Dokl · Klemen Bauer · Vasja Rupnik · Janez Marič                      | 1:29:52.4 23:09.1 22:24.3 22:10.2 22:08.8 | 0+6 3+10 0+2 1+3 0+0 2+3 0+3 0+2 0+1 0+2 | +8:14.3  |
| 18   | 16     | KazakhstanAlexsandr Chervyhkov · Yan Savitskiy · Dias Keneshev · Alexandr Trifonov   | 1:30:31.1 21:08.9 22:23.1 24:10.2 22:48.9 | 2+6 2+7 0+1 0+3 2+3 0+1 0+1 2+3 0+1 0+0  | +8:53.0  |
| 19   | 11     | LetòniaEdgars Piksons · Ilmārs Bricis · Andrejs Rastorgujevs · Kristaps Libietis     | 1:35:15.5 26:11.5 21:47.2 23:31.6 23:45.2 | 5+8 2+8 3+3 2+3 0+1 0+2 2+3 0+0 0+1 0+3  | +13:37.4 |